# Radio Nueva Vida
Radio Nueva Vida (Nueva Vida) es una cadena de radio cristiana en español, con sede en Camarillo, California, Estados Unidos. Es propiedad y está operado por The Association for Community Education, Inc., una organización sin fines de lucro 501(c)(3) de California establecida en 1981.

## Historia
Radio Nueva Vida comenzó a transmitir el 18 de enero de 1987, luego de construir la estación de radio KMRO (90.3 FM) en Camarillo, California. En 1996, se agregaron estaciones adicionales de servicio completo a la red para dar servicio a las áreas Bakersfield, el condado de Kern (KGZO, 90.9 FM), y Fresno y los condados circundantes (KEYQ, 980 AM). El 10 de diciembre del 2012 (KDRH, 91.3 FM) en King City. Se agregaron estaciones repetidoras de FM adicionales, que cubren las comunidades californianas de Salinas, San Bernardino, Santa Ana, Victorville, Indio, Palm Springs, Soledad, Los Baños, el Valle de San Fernando, Colton, Coachella, Desert Center, Lancaster, Santa Bárbara, King City, Santa María, Rosamond, Calexico, Palmdale y Modesto.
En el 2000 y el 2001, Radio Nueva Vida experimentó una importante expansión, alquilando tres estaciones AM de máxima potencia. Fueron KLTX (1390 AM) en Long Beach / Los Ángeles, KEZY (1240 AM) en Riverside / San Bernardino y KSDO (1130 AM) en San Diego, todos propiedad de Hi-Favor Broadcasting, LLC. El 1 de enero del 2019 Radio Nueva Vida finalizó el contrato de arrendamiento con Hi-Favor Broadcasting, y dejó de transmitir en dichas estaciones.
Después de que Educational Media Foundation (EMF) descontinuara su afiliación con God's Country Radio Network en noviembre de 2010, EMF cambió algunas de esas estaciones a Radio Nueva Vida. EMF ha ampliado su asociación con Radio Nueva Vida transmitiendo en sus estaciones en Los Angeles, Chicago, Portland, Phoenix, Boise, Austin, Oakland/San Jose, San Francisco y muchas otras estaciones en todo el país.

## Programación y publicación
El formato de programación de Radio Nueva Vida consiste en música cristiana y enseñanza en español. Sus programas de 'producción propia' están dirigidos a la comunidad hispana y sus necesidades actuales. El Informativo del Sembrador  es el boletín mensual que se envía por correo a sus seguidores y oyentes.

## Medios de apoyo
Radio Nueva Vida, una organización sin fines de lucro, cuenta con el apoyo de los oyentes de manera similar a las estaciones de radio públicas. Sus oyentes-partidarios se llaman Sembradores. La estación recluta sembradores dos veces al año en campañas de donación, aunque los oyentes pueden donar en cualquier momento. No se requiere una cantidad mínima de dinero para convertirse en Sembrador; se acepta cualquier cantidad y se anima a todos los donantes a contribuir con lo que puedan.

## Alcance
Radio Nueva Vida ha realizado una serie de grandes reuniones tituladas: Encuentros con Dios en The Forum en Los Ángeles, El Toreo de Tijuana y en Bakersfield, Fresno, San Bernardino, San Diego, Boise, Idaho y muchos otros lugares.

## Lista de estaciones
Radio Nueva Vida también se puede encontrar en iHeart radio, Tune-in y la app oficial para iPhone y Android.
A continuación se muestra la lista completa de estaciones proporcionada por el sitio web de Radio Nueva Vida.

### Estaciones de Potencia Completa
| Siglas de Identificación | Frecuencia | Ciudad de licencia | Estado       |
| ------------------------ | ---------- | ------------------ | ------------ |
| KAZK                     | 89.7 FM    | Catalina           | Arizona      |
| KGZO                     | 90.9 FM    | Bakersfield        | California   |
| KMRO                     | 90.3 FM    | Camarillo          | California   |
| KEYQ                     | 980 AM     | Fresno             | California   |
| KDRH                     | 91.3 FM    | King City          | California   |
| KKLJ                     | 100.1 FM   | Julian             | California   |
| KNVE                     | 91.3 FM    | Redding            | California   |
| KSDW                     | 89.9 FM    | Temecula           | California   |
| WNKV                     | 91.1 FM    | Norco              | Luisiana     |
| KGCN                     | 91.7 FM    | Roswell            | Nuevo México |
| WQRP                     | 89.5 FM    | Dayton             | Ohio         |
| KGCL                     | 90.9 FM    | Jordan Valley      | Oregón       |
| KPOR                     | 90.3 FM    | Welches            | Oregón       |
| KWOH-LPFM                | 104.3 FM   | Biola              | California   |
| KLMD-HD3                 | 101.1-3 FM | Talent             | Oregón       |

Notas:

### Estaciones Repetidoras
| Siglas de Identificación | Frecuencia (MHz) | Ciudad de licencia | Estado     |
| ------------------------ | ---------------- | ------------------ | ---------- |
| K204GE                   | 88.7 FM          | Fairbanks          | Alaska     |
| K235BX                   | 94.9 FM          | Calexico           | California |
| K217EZ                   | 91.3 FM          | Coachella          | California |
| K217EF                   | 91.3 FM          | Desert Center      | California |
| K251AH                   | 98.1 FM          | Grand Terrace      | California |
| K242BR                   | 96.3 FM          | Indio              | California |
| K209FV                   | 89.7 FM          | Los Banos          | California |
| K275CE                   | 102.9 FM         | Modesto            | California |
| K295AI                   | 106.9 FM         | Muscoy             | California |
| K253AD                   | 98.5 FM          | Oceanside          | California |
| K242CR                   | 96.3 FM          | Palmdale           | California |
| K210EW                   | 89.9 FM          | Rosamond           | California |
| K217CQ                   | 91.3 FM          | Salinas            | California |
| K211DK                   | 90.1 FM          | Santa Ana          | California |
| K269EW                   | 101.7 FM         | Santa Maria        | California |
| K240AK                   | 95.9 FM          | Soledad            | California |
| K219DK                   | 91.7 FM          | Victorville        | California |
| W268AY                   | 101.5 FM         | Seward Township    | Illinois   |
| K218DL                   | 91.5 FM          | Scottsbluff        | Nebraska   |
| K268GF                   | 101.5 FM         | Ashland            | Oregón     |
| K216DR                   | 91.1 FM          | Central Point      | Oregón     |
| K240CZ                   | 95.9 FM          | Tigard             | Oregón     |
| K205BM                   | 88.9 FM          | Oakland            | California |
| K214DN                   | 90.7 FM          | Sun City           | Arizona    |
| K216EM                   | 91.1 FM          | Arcadia            | California |
| K218EX                   | 91.5 FM          | Klamath Falls      | Oregon     |
| K220BV                   | 91.9 FM          | San Jose           | California |
| K225CA                   | 92.9 FM          | Del Valle          | Texas      |
| K228FD                   | 93.5 FM          | Monterey           | California |
| K237EY                   | 95.3 FM          | Temple             | Texas      |
| K241CL                   | 96.1 FM          | Fresno             | California |
| K265CV                   | 100.9 FM         | Fremont            | California |
| KMRO-FM2                 | 90.3 FM          | Santa Barbara      | California |
| KMRO-FM3                 | 90.3 FM          | Chatsworth         | California |
| K240CZ                   | 95.9 FM          | Tigard             | Oregon     |
| W252DJ                   | 98.3 FM          | Jacksonville       | Florida    |
| K263BH                   | 100.5 FM         | New Auberry        | California |
| K272GD                   | 102.3 FM         | Fresno             | California |

### Estaciones HD (Alta Definición)
| Estación     | Ciudad        | Estado      |
| ------------ | ------------- | ----------- |
| 90.7 FM-HD2  | Hollister     | California  |
| 100.3 FM-HD3 | Los Angeles   | California  |
| 90.5 FM-HD4  | Modesto       | California  |
| 105.1 FM-HD3 | Palm Springs  | California  |
| 88.5 FM-HD3  | Temple        | Texas       |
| 107.3 FM-HD3 | San Francisco | California  |
| 97.7 FM-HD4  | San Jose      | California  |
| 88.9 FM-HD3  | Santa Cruz    | California  |
| 107.3 FM-HD3 | Washington    | DC          |
| 90.9 FM-HD3  | Jacksonville  | Florida     |
| 97.9 FM-HD4  | Chicago       | Illinois    |
| 89.1 FM-HD3  | Cedar Rapids  | Iowa        |
| 96.7 FM-HD3  | Nueva York    | Nueva York  |
| 105.5 FM-HD3 | Phoenix       | Arizona     |
| 101.1 FM-HD3 | Medford       | Oregón      |
| 101.1 FM-HD3 | Talent        | Oregón      |
| 89.5 FM-HD3  | Filadelfia    | Pensilvania |
| 92.5 FM-HD2  | Austin        | Texas       |
| 89.5 FM-HD3  | El Paso       | Texas       |
| 103.7 FM-HD2 | San Antonio   | Texas       |
| 105.9 FM-HD3 | Round Rock    | Texas       |
| 102.1 FM-HD3 | San Diego     | California  |
| 97.9 FM-HD4  | Portland      | Oregón      |
| 88.3 FM-HD2  | Reno          | Nevada      |